# اوردانيتا
اوردانيتا (بالإنجليزية: City of Urdaneta) هي مدينة في الفلبين، تتبع بانغاسينان، بلغ عدد سكانها 132,940  نسمة في 2015، تبلغ مساحتها 100.26 كيلومتر مربع، رمزها البريدي هو 2428.

## الموقع
تشترك في الحدود مع:
- Manaoag [الإنجليزية]‏
- Villasis [الإنجليزية]‏.

## المناخ
يظهر الجدول التالي التغييرات المناخية على مدار السنة لاوردانيتا:
| البيانات المناخية لـاوردانيتا     | البيانات المناخية لـاوردانيتا | البيانات المناخية لـاوردانيتا | البيانات المناخية لـاوردانيتا | البيانات المناخية لـاوردانيتا | البيانات المناخية لـاوردانيتا | البيانات المناخية لـاوردانيتا | البيانات المناخية لـاوردانيتا | البيانات المناخية لـاوردانيتا | البيانات المناخية لـاوردانيتا | البيانات المناخية لـاوردانيتا | البيانات المناخية لـاوردانيتا | البيانات المناخية لـاوردانيتا | البيانات المناخية لـاوردانيتا |
| الشهر                             | يناير                         | فبراير                        | مارس                          | أبريل                         | مايو                          | يونيو                         | يوليو                         | أغسطس                         | سبتمبر                        | أكتوبر                        | نوفمبر                        | ديسمبر                        | المعدل السنوي                 |
| --------------------------------- | ----------------------------- | ----------------------------- | ----------------------------- | ----------------------------- | ----------------------------- | ----------------------------- | ----------------------------- | ----------------------------- | ----------------------------- | ----------------------------- | ----------------------------- | ----------------------------- | ----------------------------- |
| متوسط درجة الحرارة الكبرى °م (°ف) | 29 (84)                       | 29 (84)                       | 30 (86)                       | 32 (90)                       | 33 (91)                       | 33 (91)                       | 33 (91)                       | 33 (91)                       | 33 (91)                       | 32 (90)                       | 31 (88)                       | 29 (84)                       | 31 (88)                       |
| متوسط درجة الحرارة الصغرى °م (°ف) | 21 (70)                       | 21 (70)                       | 22 (72)                       | 23 (73)                       | 24 (75)                       | 24 (75)                       | 24 (75)                       | 24 (75)                       | 23 (73)                       | 23 (73)                       | 22 (72)                       | 21 (70)                       | 23 (73)                       |
| الهطول مم (إنش)                   | 127.5 (5.02)                  | 115.8 (4.56)                  | 129.7 (5.11)                  | 141.1 (5.56)                  | 248.2 (9.77)                  | 165 (6.5)                     | 185.3 (7.30)                  | 161.9 (6.37)                  | 221.4 (8.72)                  | 299.5 (11.79)                 | 199 (7.8)                     | 188.7 (7.43)                  | 2٬183٫1 (85.93)               |
| متوسط الأيام الممطرة              | 17                            | 17                            | 17                            | 15                            | 20                            | 19                            | 19                            | 20                            | 21                            | 20                            | 17                            | 19                            | 221                           |
| المصدر: World Weather Online      |                               |                               |                               |                               |                               |                               |                               |                               |                               |                               |                               |                               |                               |

## أعلام
- داني إلديفونسو
- لوليتا رودريغيز